# Godroniaceae
Godroniaceae is een familie van de Leotiomycetes, behorend tot de orde van Helotiales. Het typegeslacht is Godronia.

## Taxonomie
De familie Godroniaceae bestaat uit de volgende geslachten: 
- Ascocalyx
- Atropellis
- Godronia
- Gremmeniella
- Grovesiella
- Scleroderris
- Topospora